# Grabovicai mészárlás
A grabovicai mészárlás során a Bosznia-Hercegovinai Köztársaság hadseregének (ARBiH) 9. dandárjának tagjai és az ARBiH más azonosítatlan tagjai 1993. szeptember 8-án, vagy 9-én a Jablanicához közeli Grabovica faluban meggyilkoltak legalább 33 horvát etnikumú lakost. Egyes források magasabb számú áldozatot említenek, de ezt hivatalosan soha nem erősítették meg.

## Előzmények
Grabovica falu a Neretva folyó mentén, Mostartól 35 km-re északra és Jablanicától 12 km-re délre fekszik, Mostar községhez tartozik. Több kisebb települést foglal magában, melyek a Salakovac-tó két partján fekszenek. A háború előtt ezeken a településeken kizárólag horvát lakosság élt, mintegy 70 háztartásban összesen mintegy 220 fő. Miután 1993. május 10-én az ARBiH gyakorlatilag ellenállás nélkül elfoglalta Grabovicát, 91 horvát nemzetiségű ember maradt itt, főként idősek és öt gyermek.
A Neretva '93 hadművelet során a Horvát Védelmi Tanács (HVO) mostari blokádjának feloldására Szarajevóból a Jablanicai szektorba küldték az ARBiH 9. és 10. dandárjának, valamint a 2. független zászlóalj egységeit, amelyek mindegyike az ARBiH 1. hadtestnek volt alárendelve. Ez a terület, amely magában foglalta Grabovica falut is, akkoriban a 6. hadtest ellenőrzése alá tartozott. A volt Jugoszláviával foglalkozó nemzetközi büntetőtörvényszék (ICTY) később megállapította, hogy ezeket az egységeket Sefer Halilović parancsa alapján telepítették Hercegovinába.

## A gyilkosságok
Grabovica horvátok lakta falu volt. 1993 májusa óta az ARBiH irányítása alatt állt, és a grabovicai lakosok és az ott állomásozó ARBiH katonák között jó volt a kapcsolat, és mivel az érkező csapatoknak nem volt más szállása, a falu lakói között kellett volna elszállásolni őket. A 9. és 10. dandár érkező csapatainak hírneve, a benne lévő „bűnöző és ellenőrizetlen” elemek miatt rossz volt. Az ICTY szerint a bizonyítékok azt mutatták, hogy mindkét dandár tagjai nemcsak a fegyelem hiányáról tettek tanúbizonyságot, hanem a kisebb bűncselekmények (lopás, stb.) különböző formáit is elkövették. Az eljáró bírói tanács ezzel kapcsolatban meghallgatta Vahid Karavelićnek 1. hadtest parancsnokának vallomását, aki, miközben tudott a fegyelemsértésekről és e dandárok tagjainak korábbi viselkedéséről, azt mondta, hogy eszébe sem jutott, hogy Grabovicán civilek ellen követhetnek el atrocitásokat.
A 9. dandár egységének érkezésével megkezdődtek az erőszakos cselekmények. Szeptember 8-án egész éjjel lövöldözés hallatszott a faluban. Az ICTY megállapította, hogy szeptember 9-én kora délutánig az ARBiH egységének akkoriban Grabovicában tartózkodó tagjai számos helyi lakost meggyilkoltak. A fent említett bűncselekménynek nincs élő tanúja, kivéve a két testvért, Goran és Zoran Zadrót, az akkor 11 és 13 éves fiúkat, akik tanúi voltak családjuk meggyilkolásának: anyjuk Ljubica, apjuk Mladen, nővérük Mladenka, nagyanyjuk Matija és nagyapjuk Ivan, valamint több meggyilkolt szomszéd holttestét is látták. A spliti KBC Firule kórház patológiai osztályán készült boncolási jelentés, a tanúk vallomásai és az esemény későbbi rekonstrukciója szerint arra a következtetésre jutottak, hogy az áldozatok többségét nagyon kegyetlen módon ölték meg: Jozo Brekalót keresztre feszítették, majd leszakították a fejét és felhasították, Luca Brekalót sokáig kínozták, mire végül élve elégették; Pero Marićot lemészárolták; Ivan Šarićot felesége, Ljubica Šarić szeme láttára ölték meg, akit aztán megerőszakoltak, majd hosszú börtön után fogolycserével kicseréltek, majd Mostarba érve az elszenvedett stressz következtében öngyilkos lett.
A mészárlást követően Vehbija Karić parancsot adott ki Zulfikar Ališpaga - Zukának, hogy zárja le Grabovica teljes területét, nehogy tudomást szerezzenek az elkövetett bűncselekményről. A mészárlás bizonyítékainak elrejtése céljából az ARBiH katonái pedig parancsot kaptak a holttestek Neretvába való bedobására, így a konfliktus végét követő csere során mindössze 11 megölt grabovicai horvát holttestét adták át. Körülbelül 40 grabovicai horvátot, akik túlélték a mészárlást, személyes biztonságuk érdekében a "Muzej" táborba vitték. Az őrizetbe vett horvátokat a jablanicai börtönben tartották, amíg 1994 márciusában kicserélték őket.
Az ICTY eljáró tanácsa minden kétséget kizáróan megállapította, hogy 1993. szeptember 8-án vagy 9-én 13 lakost (Pero Marićot, Dragica Marićot, Ivan Zadrót, Matija Zadrót, Mladen Zadrót, Ljubica Zadrót, Mladenka Zadrót, Josip Brekalót, Martin Marićot, Živko Drežnjakot, Ljuba Drežnjakot, Ivan Mandićot és Ilka Miletićet), akik aktívan soha nem vettek részt a bosnyákok és horvátok közti ellenségeskedésben, a 9. dandár tagjai és az ARBiH azonosítatlan tagjai gyilkolták meg. Az eljáró tanács megállapította, hogy az ügyészségnek nem sikerült kétséget kizáróan bizonyítania, hogy a vádiratban felsorolt személyeket az ARBiH tagjai ölték meg Grabovicán, a Grabovica-ügy szempontjából releváns időpontban. Az eljáró tanács megállapította, hogy a per során a vádiratban felsorolt állítólagos áldozatok közül hatot az ügyészség visszavont.

## A kivizsgálás
Miután a gyilkosságokról szóló információk Szarajevóba eljutottak, az ARBiH vizsgálatot indított az elkövetett bűncselekmények ügyében. A grabovicai események nyomozásában részt vett a 6. hadtest biztonsági szolgálata, a 6. hadtest katonai rendőrzászlóalja és a 44. dandár katonai rendőrsége, amely Jablanicában volt elhelyezve. Jusuf Jašarević, az ARBiH főparancsnokságának biztonsági főnöke tájékoztatást kapott a vizsgálatuk eredményéről. Az ICTY megállapította, hogy a bizonyítékok alapján nem lehet azt a következtetést levonni, hogy Sefer Halilović alkalmas lenne a Grabovicán elkövetett bűncselekmények elkövetőinek megbüntetésére.

## A bírósági per
Sefer Halilović bosnyák parancsnokot az ICTY a parancsnok büntetőjogi felelőssége alapján (a törvényszék statútumának 7. cikkének (3) bekezdése) vádolta meg, és egy rendbeli háborús törvények és szokások megsértése miatt (3. cikk – gyilkosság) emelt vádat ellene. Miután megvizsgálta az összes elé terjesztett bizonyítékot és ténymegállapítást, az ICTY megállapította, hogy az ügyészség kétséget kizáróan nem bizonyította, hogy Halilović 1993. szeptember 8-án és 9-én ténylegesen ellenőrizte a Grabovicában tartózkodó, a bűncselekményeket elkövető csapatokat. Halilovićot ezt követően felmentették, és azonnali szabadlábra helyezték.

## Az ítéletek
2008-ban a Bosznia-Hercegovinai Föderáció Legfelsőbb Bírósága helybenhagyta a Nihad Vlahovljak, Sead Karagić és Haris Rajkić, az ARBiH volt katonái ellen kirótt elsőfokú bírósági ítéletet, mely a vádlottakat 13 év börtönbüntetéssel sújtotta a Grabovicában elkövetett bűncselekmények miatt. A Bíróság megállapította, hogy Vlahovljak rendelte el a gyilkosságokat, a másik kettő pedig végrehajtotta a parancsot.

## Következmények
2005-ben már egyetlen horvát lakos sem élt Grabovicán. A házakat kifosztották és/vagy felgyújtották. A horvátok házainak egy részét ma a Bosznia-hercegovinai Hadsereg laktanyának használja, más házak iskolának, illetve katonai gyengélkedőnek vannak berendezve. A grabovicai horvátok temetőit elpusztították. Sírköveket romboltak le, néhány régi sírt felnyitottak, az elhunytak csontjait pedig a Neretvába dobták. 2008. szeptember 9-én a gyilkosságok további 3 áldozatát azonosították.
A mészárlás helyszínén ma emlékmű áll az áldozatok emlékére, ahol minden évben misével emlékeznek a tragédia évfordulójára, amelyen részt vesznek a bosznia-hercegovinai horvát pártok, a Bosznia-Hercegovina Szövetségi Hadserege és a bosznia-hercegovinai áldozatok egyesületei.

## Fordítás
- Ez a szócikk részben vagy egészben  a   Grabovica massacre című angol Wikipédia-szócikk ezen változatának fordításán alapul.  Az eredeti cikk szerkesztőit annak laptörténete sorolja fel. Ez a jelzés csupán a megfogalmazás eredetét és a szerzői jogokat jelzi, nem szolgál a cikkben szereplő információk forrásmegjelöléseként.
- Ez a szócikk részben vagy egészben  a   Pokolj u Grabovici 9. rujna 1993. című horvát Wikipédia-szócikk ezen változatának fordításán alapul.  Az eredeti cikk szerkesztőit annak laptörténete sorolja fel. Ez a jelzés csupán a megfogalmazás eredetét és a szerzői jogokat jelzi, nem szolgál a cikkben szereplő információk forrásmegjelöléseként.